# Boden (Westerwald)
Boden ist eine Ortsgemeinde im Westerwaldkreis in Rheinland-Pfalz. Sie gehört der Verbandsgemeinde Montabaur an.

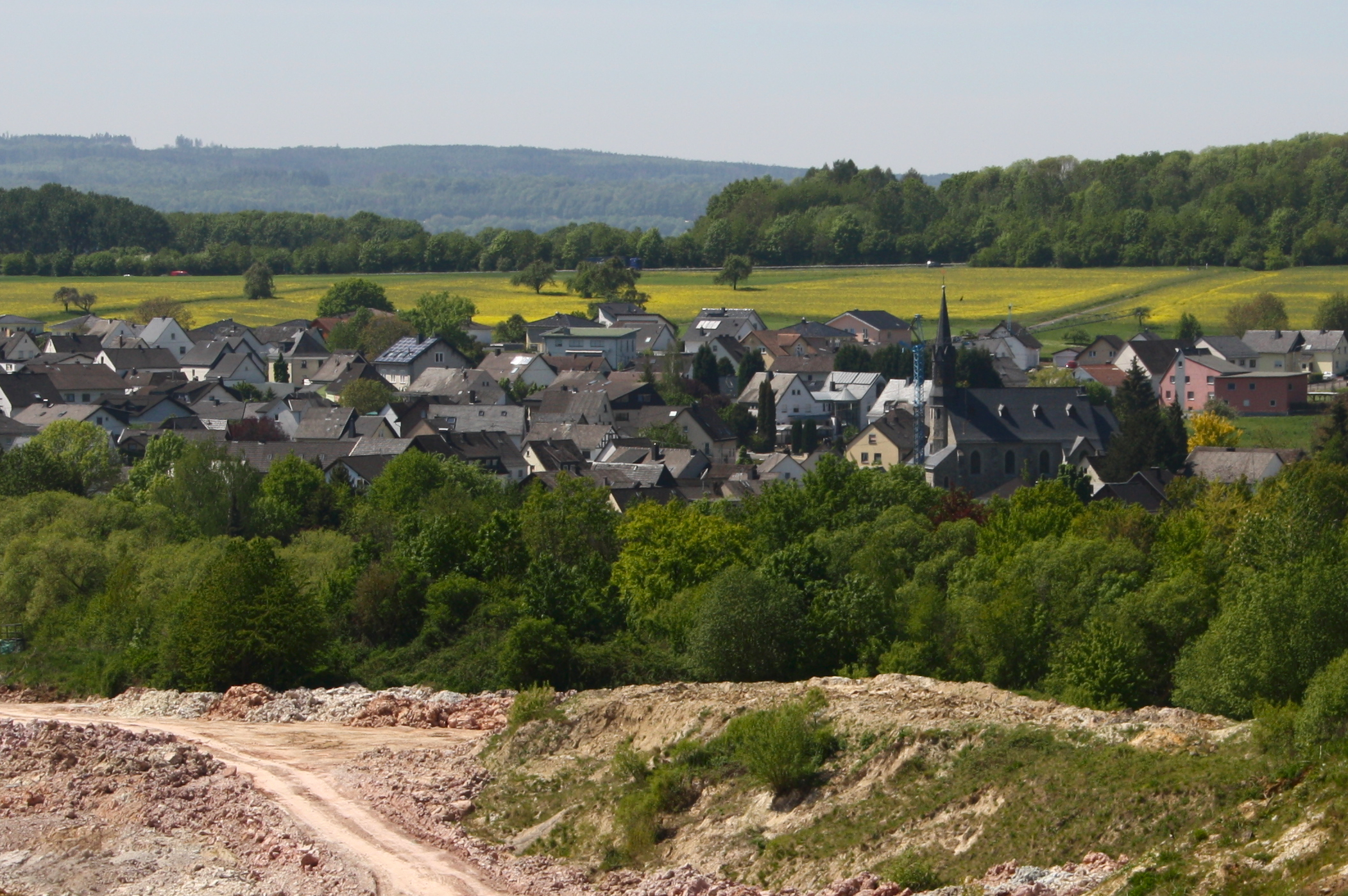
Boden (2020)

## Geographie
Der Ort liegt nördlich der A 3, fünf Kilometer von Montabaur entfernt. Durch die Gemarkung Boden fließt der Ahrbach.
Zu Boden gehören auch die Wohnplätze Bahnhof Niederahr, Guterborn und Wiesenmühle.
Nachbargemeinden sind unter anderem Ruppach-Goldhausen, Heiligenroth, Moschheim, Niederahr und Meudt.

## Geschichte
Die heutige Gemeinde Boden liegt im Gebiet des zwischen 930 und 959 zuerst beschriebenen Bannes und Kirchspiels Humbach (später Montabaur genannt). Der Ort wurde erstmals im Jahr 1212 im Liber annalium iurium, in dem der umfangreiche Besitz der Trierer Erzbischöfe niedergeschrieben wurde, unter dem Namen „Bodime“ urkundlich erwähnt.
Nach einem Verzeichnis aus dem Jahre 1548 war Boden eins von sieben Dörfern, die gemeinsam die „Große Zeche“ bildeten. Die „Große Zeche“ war einer von insgesamt 16 Verwaltungsbezirken („Zechen“) im kurtrierischen Amt Montabaur. Die Verwaltung einer Zeche war einem vom Montabaurer Amtmann eingesetzten Heimburger übertragen. Zur „Großen Zeche“ gehörten neben dem Dorf Boden die Dörfer Stude (heute Staudt), Bergenscheit (Bannberscheid), Lutterode (Leuterod), Oberoitzingen und Niederoitzingen (Ötzingen) und Muschheim (Moschheim). Die gesamte Zeche hatte Mitte des 16. Jahrhunderts 71 Feuerstellen (Fuyrstette = Haushalte). Im Trierer Feuerbuch von 1563 werden für das Dorf „Bodenn“ elf Feuerstellen genannt, was etwa 60 Einwohnern entspricht. Es wurden acht trierische, fünf isenburgische, ein reifenbergischer und ein steinkenterscher Untertanen (Familien) gezählt.
Die erste Kapelle wurde im Jahr 1716 erbaut. Die in den Jahren 1914 bis 1916 erbaute Kirche „Maria Himmelfahrt“ prägt das heutige Dorfbild.
Eine wichtige Rolle in der Entwicklung Bodens spielt der Tonabbau, dessen Folgen um Boden deutlich sichtbar sind.
Statistik zur Einwohnerentwicklung
Die Entwicklung der Einwohnerzahl von Boden, die Werte von 1871 bis 1987 beruhen auf Volkszählungen:
| Jahr | Einwohner |
| 1815 | 210       |
| 1835 | 323       |
| 1871 | 343       |
| 1905 | 331       |
| 1939 | 336       |

| Jahr | Einwohner |
| 1950 | 377       |
| 1961 | 390       |
| 1970 | 437       |
| 1987 | 545       |
| 2005 | 543       |

## Religion

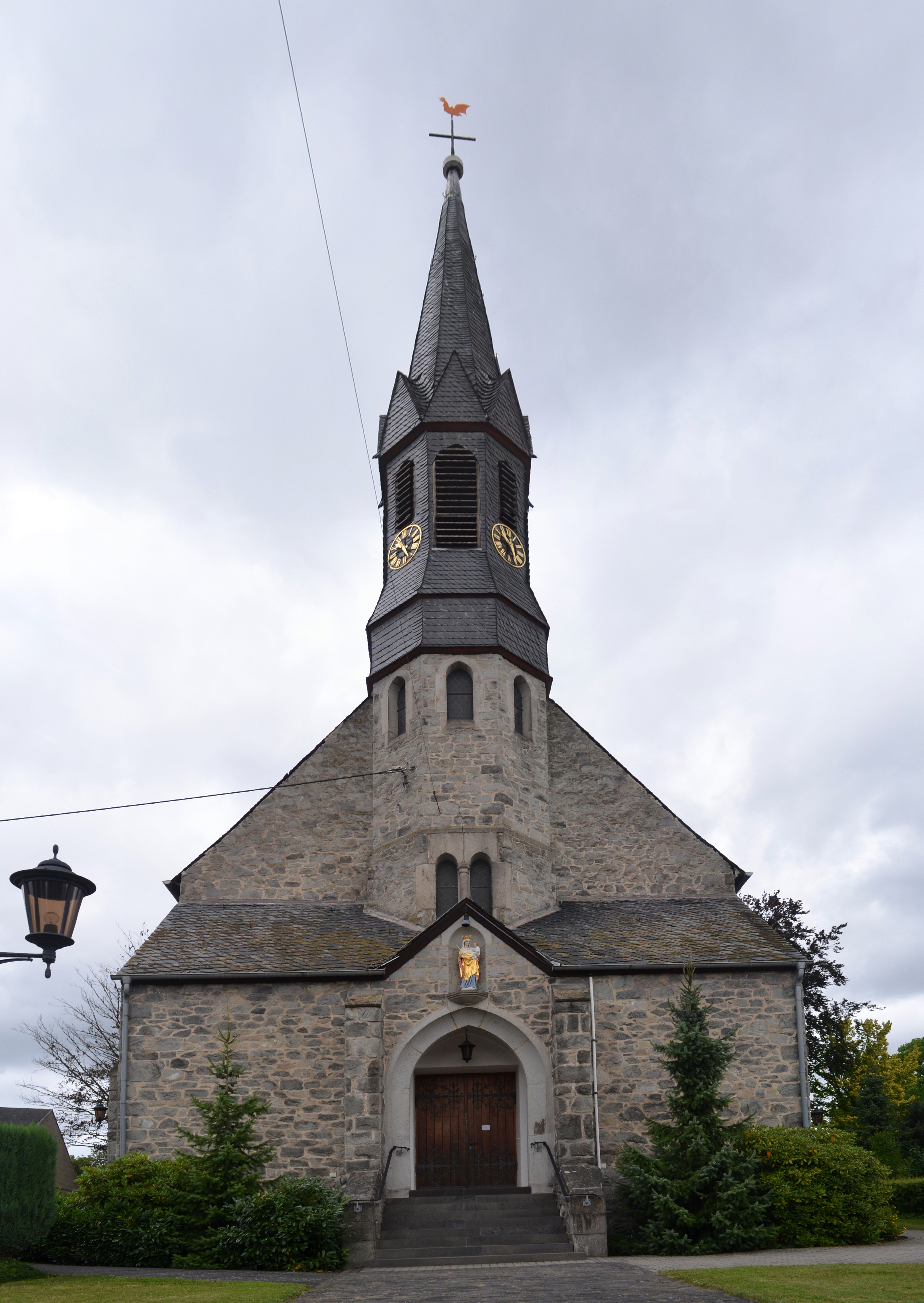
Kirche

Der überwiegende Teil der Bevölkerung ist römisch-katholisch. Im Ort befindet sich die Kirche Mariä Himmelfahrt, die zur Pfarrei Ruppach-Goldhausen/Boden im Bistum Limburg gehört. Die rund 70 evangelischen Christen werden von der Evangelischen Martin-Luther-Kirchengemeinde Wirges betreut, die zur Evangelischen Kirche in Hessen und Nassau gehört.

## Politik

### Gemeinderat
Der Gemeinderat in Boden besteht aus zwölf Ratsmitgliedern, die bei der Kommunalwahl am 9. Juni 2024 in einer personalisierten Verhältniswahl gewählt wurden, und der ehrenamtlichen Ortsbürgermeisterin als Vorsitzender.
Die Sitzverteilung im Gemeinderat:
| Wahl | WGK *             | WGS *             | Gesamt   |
| ---- | ----------------- | ----------------- | -------- |
| 2024 | 10                | 2                 | 12 Sitze |
| 2019 | per Mehrheitswahl | per Mehrheitswahl | 12 Sitze |
| 2014 | per Mehrheitswahl | per Mehrheitswahl | 12 Sitze |

### Bürgermeister
Sandra König wurde am 13. Oktober 2022 Ortsbürgermeisterin von Boden. Bei der Direktwahl am 11. September 2022 war sie mit einem Stimmenanteil von 59,77 % gewählt worden. Bei der Direktwahl am 9. Juni 2024 wurde sie gegen einen Kandidaten der Wählergruppe Stamm mit 80,4 % der Stimmen für weitere fünf Jahre in ihrem Amt bestätigt.
Königs Vorgänger Peter Stamm hatte die Aufgabe im Jahr 2009 übernommen. Zuletzt bei der Direktwahl am 26. Mai 2019 war er mit einem Stimmenanteil von 76,85 % für weitere fünf Jahre in seinem Amt bestätigt worden. Am 14. April 2022 legte er jedoch sein Ehrenamt vorzeitig nieder, wodurch eine Neuwahl erforderlich wurde. Stamms Vorgänger Rudolf Eulberg hatte das Amt von 1999 bis 2009 ausgeübt.

### Wappen
| Wappen von Boden | Blasonierung: „Gespalten von Purpur und Silber, vorne eine geschweifte, goldene Majuskel ‚M‘, erhöht um eine rotgefütterte, goldene Lilienkrone, hinten ein purpurner, linksschräger Wellenbalken.“ |
| Wappen von Boden | Wappenbegründung: Der vordere Schildteil verweist durch die Symbole – das goldene Monogramm ‚M‘ und darüber eine goldene Lilienkrone – auf die gekrönte Jungfrau Maria, die Schutzpatronin Bodens. Der hintere Schildteil deutet mit dem Wellenschrägbalken auf den Ahrbach hin, der sich durch das weiße Tonabbaugebiet windet. |

## Kultur und Sehenswürdigkeiten
In der Nähe des Ortes liegt das Wasserschloss Hof Langwiesen.
- Siehe auch Liste der Kulturdenkmäler in Boden

### Musik
- Die „Big Band Boden“ bietet ein vielfältiges Musikprogramm und hat durch Auftritte u. a. auf der Loreley überregionale Bekanntheit erlangt.

### Sport
- In der Gemeinde ist der ASV Boden der Sportverein, der Ringen und Turnen als Sportarten anbietet.
- Die Sportfreunde Boden e. V. sind in den Bereichen Tischtennis, Badminton und Leichtathletik aktiv. 2012 organisierten die Sportfreunde Boden e. V. den 1. Bodener Brinkenlauf, einen fünf Kilometer langen Volkslauf durch die Gemarkung.

### Wanderwege
- Zwei „Themenwege Ton“ führen entlang aktueller und ehemaliger Tonabbaustätten durch Boden und einige Nachbargemeinden und bieten Informationen zum „weißen Gold“ des Westerwaldes.

## Verkehr
Durch seine zentrale Lage im westdeutschen Bundesgebiet und die gut ausgebauten Verkehrsverbindungen ist Boden gut zu erreichen:
- Entlang des Ortes verläuft die Bundesstraße 255, welche Montabaur und Marburg verbindet.
- Die nächste Autobahnanschlussstelle ist Montabaur an der Bundesautobahn 3 Köln–Frankfurt am Main.
- Die Kannenbäckerstraße verbindet Boden mit Neuhäusel und durchläuft das Kannenbäckerland.
- Durch Boden führt die Regionalbuslinie 116 (Montabaur Adenauerplatz – Montabaur Bahnhof/FOM – Boden – Westerburg Bahnhof), welche durch Rhein-Mosel-Bus betrieben wird.
- Die nächsten Bahnhöfe sind der Bahnhof Goldhausen der Bahnstrecke Limburg-Staffel–Siershahn (Unterwesterwaldbahn) sowie der Bahnhof Montabaur, welcher an der Schnellfahrstrecke Köln–Rhein/Main sowie der Unterwesterwaldbahn liegt. Es verkehren Fernzüge in Richtung Köln, Mainz/Wiesbaden und Frankfurt sowie die Nahverkehrszüge der RB 29 (Limburg (Lahn) – Diez Ost – Elz Süd – Montabaur – Wirges – Siershahn).